# ルミカ
株式会社ルミカ (LUMICA CORPORATION) は、ケミカルライトをはじめとする化学発光体（サイリウム）などの製造・販売を行う企業。

## 主な製品
- ケミカルライト（商品名「ルミカライト」「大閃光」「光るブレスレット」）
- 釣具用発光体（商品名「ケミホタル」「ぎょぎょライト」）
- 釣具用ルアー（商品名「プニラバ」など）
- LED製品（商品名「大閃光ブレード」「LUMI HEART」）
- ブライダル製品（発光液による水合わせの儀）
- 防犯・防災用簡易ライト（商品名「防災用簡易ライト」）
- 高所撮影用一脚（商品名「Bi Rod（ビーアイロッド）」）

## 沿革
- 1978年1月 - 創業。
- 1979年2月10日 - 日本化学発光株式会社設立。
- 1981年 - 福岡県遠賀郡遠賀町に第1工場開設。以後、1985年までに同町内に第4工場までを設ける。
- 1985年 - 福岡県古賀市に新本社・研究所完成。
- 1990年 - 遠賀町に新工場完成、第1 - 第4工場の機能を集約。
- 1993年 - 「ルミカライト」の商標使用開始。
- 2001年 - 株式会社ルミカに社名変更。